# Tron: Legacy (banda sonora)
Tron: Legacy es la banda sonora de la película de ciencia ficción Tron: Legacy, obra producida e interpretada por el dúo francés de música electrónica Daft Punk. Técnicamente, este álbum es su primer aporte para una producción fílmica, esta vez encabezada por la famosa compañía Walt Disney, ya que anteriormente su segundo álbum de estudio Discovery también fue utilizado como base para la banda sonora de la película de anime Interstella 5555.

## Historia
Joseph Kosinski, director de la película Tron: Legacy y, el supervisor de música Jason Bentley se acercaron a Daft Punk pidiéndoles que produjeran la banda sonora para dicho film. Cuando le preguntaron por qué quiso trabajar con ellos, Kosinski respondió: «¡¿Cómo no estaría interesado en trabajar con esos chicos?!». Thomas Bangalter de Daft Punk, había producido previamente la banda sonora de Irreversible (2002), de Gaspar Noé. Fue en el año 2008 que Noé preguntó a Bangalter si podía componer una banda sonora para la película Enter the Void, pero Bangalter en ese preciso momento ya se encontraba trabajando en la producción de Tron: Legacy y, en su defecto, sirvió como director de efecto de sonido.
La banda sonora de Tron: Legacy incluye una orquesta de 85 piezas, grabado en AIR Lyndhurst Studio en Londres. Kosinski declaró que la banda sonora fue pensado ser una mezcla de música orquestal y electrónica. La banda sonora de Daft Punk fue arreglada y orquestada por Joseph Trapanese, quien declaró que él es un fan de Daft Punk como dúo y como solistas. El dúo colaboró con él por dos años en la banda sonora, desde la preproducción hasta el final. La orquesta fue conducida por Gavin Greenaway. Trapanese citó la colaboración entre los diferentes géneros a trabajar como bien en el final, expresando:

«Esto pareció complicado al fin de los días, pero realmente se mantuvo sencillo. Estuve cerrado en una espacio con unos robots por casi dos años y fue simplemente un montón de trabajo arduo. Estuvimos solamente trabajando juntos en todo el proceso y allí nunca estuvo un punto donde la orquesta no estaba en sus mentes y la electrónica no estuviera en mi mente. Fue una continua traducción entre los dos mundos y esperanzadamente pusimos algos juntos que sería algo diferente para eso».

Comentando sobre la banda sonora de la película, Bangalter dijo que «nosotros sabemos desde el comienzo que ahí no hay nada para hacer de esta banda sonora con dos sintetizadores y una máquina de batería». Daft Punk citó a Wendy Carlos, la compositora de las películas originales de Tron, como inspiración para la música de la película así como a Max Steiner, Bernard Herrmann, John Carpenter, Vangelis y Maurice Jarre. Guy-Manuel de Homem Christo también expresó que Tron fue una fuerte influencia en él durante su infancia. «Quizás yo solamente lo miré en dos o tres oportunidades en toda mi vida, pero el sentimiento que tiene esto es fuerte, incluso ahora, que creo la impresión de la primera película no será borrado de la nueva. Ha sido una verdadera calidad visionario para esto». De Homem-Christo notó que Tron: Legacy «fue acortada para la música. Usualmente, los compositores vienen al final cuando todo está hecho».
El primer tráiler de Tron: Legacy incluye la pista «The Game Has Changed». Un tráiler de «presentación especial» incluye al dúo Daft Punk y su pista «Derezzed» fue lanzado digitalmente el 26 de octubre de 2010. El video musical oficial para «Derezzed» fue publicado en Internet el 7 de diciembre de 2010. El vídeo incluye a Daft Punk jugando un viejo juego arcade en Flynn's Arcade, y Olivia Wilde hace su aparición como reparto de Tron: Legacy.
Una edición deluxe del álbum estuvo disponible en el sitio oficial de la banda sonora de Tron: Legacy que incluye un póster de Daft Punk como aparecen en la película. En regiones fuera de Estados Unidos, una edición especial de dos discos estuvo disponible en un tiempo limitado. Como pre-demanda para el álbum en iTunes Store, «Derezzed» fue publicado como un sencillo promocional el 9 de noviembre de 2010. El lanzamiento en iTunes del álbum incluye dos pistas adicionales: «Father and Son» y «Outlands, Pt. II». La versión mp3 para Amazon del álbum incluye una pista adicional «Sea of Simulation». El lanzamiento para Ovi incluye una nueva pista «Sunrise Prelude». Las canciones «Separate Ways (Worlds Apart)» de Journey y «Sweet Dreams (Are Made of This)» de Eurythmics están incluidas en la película, pero están ausentes en el álbum.

## Recepción
Tron: Legacy recibió reseñas generalmente positivas de la mayoría de los críticos musicales. En Metacritic, que asigna una calificación normal sobre 100 a las reseñas de los críticos de la corriente principal, el álbum recibió una puntuación regular de 72, basada en 26 reseñas, indicando «críticas generalmente favorables».
Una reseña en Allmusic comentó sobre la mezcla de música electrónica y orquestal, específicamente notando que en una pista los «arpegios y cuerdas están tan estrechamente tejidos que ellos finalizan cada frases de otros». The A.V. Club observó la «batería sinérgica» de la personalidades robóticas de los Daft Punk con la estética fílmica de ciencia ficción, además declara que el álbum «no es un experimento innovador ni una entrada crucial en el catálogo del dúo, pero es un compañero tonalmente complementario, realizado con mucha habilidad» para la película. Similarmente, una reseña de Clash remarca: «Como un álbum independiente, lo que Guy-Manuel de Homem-Christo y Thomas Bangalter han creado no saciara las cabezas disco gritando por más material club, sin embargo, como una banda sonora consumada puede hacer una película legendaria ya muy preciada».
Pitchfork Media expresó que la banda sonora de Tron: Legacy es la continuación del creciente interés de Daft Punk en complementar la música con una metáfora visual, notando la gira anterior del dúo Alive 2006/2007 y la película Interstella 5555 como ejemplos. Una reseña en Spin también muestra la historia de Daft Punk con cineastas en los primeros videos musicales y que «Daft Punk haya creado una banda sonora para Tron: Legacy parece destinado».
La banda sonora debutó en el número 10 en la lista musical de álbumes Billboard 200 con ventas de 71.000 copias. Esto marcó la primera máxima posición dentro del top 10 de álbumes y bandas sonoras en los Estados Unidos. En su segunda semana, el álbum cayó al puesto 33 en los Billboard 200. Esto hizo que se vendiera otras 67.000 copias adicionales en su tercera semana de lanzamiento, subiendo al número 27 en los Billboard 200. En su cuarta semana, al álbum se levantó en nueva posición dentro del puesto número 6 en los Billboard 200 vendiendo 54.000 copias adicionales. En su quinta semana, el álbum alcanzó una posición más alta (n.º 4) por vender 34.000 copias.
Tron: Legacy recibió un premio por «Mejor banda sonora original» de la Austin Film Critics Association.

## Lista de canciones
Toda la música compuesta por Daft Punk; orquestado por Joseph Trapanese. 
| Edición estándar |                            |          |  |
| N.º              | Título                     | Duración |  |
| 1.               | «Overture»                 | 2:28     |  |
| 2.               | «The Grid»                 | 1:37     |  |
| 3.               | «The Son of Flynn»         | 1:35     |  |
| 4.               | «Recognizer»               | 2:38     |  |
| 5.               | «Armory»                   | 2:03     |  |
| 6.               | «Arena»                    | 1:33     |  |
| 7.               | «Rinzler»                  | 2:18     |  |
| 8.               | «The Game Has Changed»     | 3:25     |  |
| 9.               | «Outlands»                 | 2:42     |  |
| 10.              | «Adagio for Tron»          | 4:11     |  |
| 11.              | «Nocturne»                 | 1:42     |  |
| 12.              | «End of Line»              | 2:36     |  |
| 13.              | «Derezzed»                 | 1:44     |  |
| 14.              | «Fall»                     | 1:23     |  |
| 15.              | «Solar Sailer»             | 2:42     |  |
| 16.              | «Rectifier»                | 2:14     |  |
| 17.              | «Disc Wars»                | 4:11     |  |
| 18.              | «C.L.U.»                   | 4:39     |  |
| 19.              | «Arrival»                  | 2:00     |  |
| 20.              | «Flynn Lives»              | 3:22     |  |
| 21.              | «Tron Legacy (End Titles)» | 3:18     |  |
| 22.              | «Finale»                   | 4:23     |  |
| 58:44            |                            |          |  |

| Edición especial adicional |                  |          |  |
| N.º                        | Título           | Duración |  |
| 1.                         | «ENCOM, Part I»  | 3:53     |  |
| 2.                         | «ENCOM, Part II» | 2:18     |  |
| 3.                         | «Round One»      | 1:41     |  |
| 4.                         | «Castor»         | 2:19     |  |
| 5.                         | «Reflections»    | 2:42     |  |
| 12:53                      |                  |          |  |

| Pista adicionales de iTunes |                     |          |  |
| N.º                         | Título              | Duración |  |
| 23.                         | «Father and Son»    | 3:12     |  |
| 24.                         | «Outlands, Part II» | 2:53     |  |
| 6:05                        |                     |          |  |

| Pistas adicionales de Amazon MP3 |                     |          |  |
| N.º                              | Título              | Duración |  |
| 23.                              | «Sea of Simulation» | 2:41     |  |
| 2:41                             |                     |          |  |

| Pista adicionales de Nokia Ovi |                   |          |  |
| N.º                            | Título            | Duración |  |
| 23.                            | «Sunrise Prelude» | 2:50     |  |
| 2:50                           |                   |          |  |

| Pistas adicionales (disco de vinilo) |                     |          |  |
| N.º                                  | Título              | Duración |  |
| 23.                                  | «Sea of Simulation» | 2:42     |  |
| 24.                                  | «ENCOM, Part I»     | 3:53     |  |
| 25.                                  | «ENCOM, Part II»    | 2:18     |  |
| 26.                                  | «Round One»         | 1:41     |  |
| 27.                                  | «Castor»            | 2:19     |  |
| 28.                                  | «Reflections»       | 2:42     |  |
| 29.                                  | «Sunrise Prelude»   | 2:51     |  |
| 18:21                                |                     |          |  |

## Posición en listas
| País           | Gráfico (2010)               | Posición máxima |
| -------------- | ---------------------------- | --------------- |
| Australia      | Australian Albums Chart      | 17              |
| Canadá         | Canadian Albums Chart        | 17              |
| Alemania       | German Albums Chart          | 18              |
| Alemania       | German Downloads Chart       | 4               |
| Irlanda        | Irish Albums Chart           | 48              |
| Italia         | Italy Albums Chart           | 41              |
| México         | Mexican Albums Chart         | 5               |
| Suecia         | Swedish Albums Chart         | 45              |
| Reino Unido    | UK Dance Chart               | 1               |
| Reino Unido    | UK Albums Chart              | 39              |
| Estados Unidos | U.S. Billboard 200           | 4               |
| Estados Unidos | U.S. Digital Albums          | 1               |
| Estados Unidos | U.S. Dance/Electronic Albums | 1               |
| Estados Unidos | U.S. Soundtrack Albums       | 1               |

## Tron: Legacy Reconfigured
Walt Disney Records lanzó un álbum de remixes de la banda sonora titulado Tron: Legacy Reconfigured (estilizado en la portada como Tron: Legacy R3CONF1GUR3D) el 5 de abril de 2011. El álbum incluye remixes de selecciones de la banda sonora por varios artistas.

Toda la música compuesta por Daft Punk; orquestado por Joseph Trapanese. 
| N.º | Título                     | Artist                  | Duración |  |
| 1.  | «Derezzed»                 | The Glitch Mob          | 4:22     |  |
| 2.  | «Fall»                     | M83 vs. Big Black Delta | 3:55     |  |
| 3.  | «The Grid»                 | The Crystal Method      | 4:27     |  |
| 4.  | «Adagio for Tron»          | Teddybears              | 5:34     |  |
| 5.  | «The Son of Flynn»         | Ki:Theory               | 4:35     |  |
| 6.  | «C.L.U.»                   | Paul Oakenfold          | 4:51     |  |
| 7.  | «The Son of Flynn»         | Moby                    | 6:32     |  |
| 8.  | «End of Line»              | Boys Noize              | 5:40     |  |
| 9.  | «Rinzler»                  | Kaskade                 | 6:52     |  |
| 10. | «ENCOM, Part II»           | Com Truise              | 4:52     |  |
| 11. | «End of Line»              | Photek*                 | 5:18     |  |
| 12. | «Arena»                    | The Japanese Popstars   | 6:07     |  |
| 13. | «Derezzed»                 | Avicii                  | 5:04     |  |
| 14. | «Solar Sailer»             | Pretty Lights           | 4:32     |  |
| 15. | «Tron Legacy (End Titles)» | Sander Kleinenberg      | 5:04     |  |

(*) El lanzamiento australiano contiene «End of Line» remezclado por Tame Impala como pista 11 sustituyendo a Photek.